# Zweinitz
Zweinitz ist eine Ortschaft in der Gemeinde Weitensfeld im Gurktal im Bezirk St. Veit an der Glan in Kärnten. Die Ortschaft hat 348 Einwohner (Stand 1. Jänner 2024).
Mitunter versteht man unter Zweinitz den Siedlungsbereich, der die Ortschaft Zweinitz samt den an diese Ortschaft im Süden angrenzenden Teil der Ortschaft Aich, welcher zeitweise als Ortschaftsbestandteil Zweinitz geführt wurde, umfasst; im Folgenden wird aber nur die Ortschaft Zweinitz beschrieben.

## Lage
Zweinitz liegt im Gurktal, etwa 3 ½ km nordöstlich des Gemeindehauptorts Weitensfeld, oberhalb der Mündung des Zweinitzbachs in die Gurk, teils in der
Katastralgemeinde Thurnhof, teils in der Katastralgemeinde Zweinitz.
Im Dorf werden einige Vulgonamen geführt:
- Adingstraße: Sonnleitner (Nr. 9)
- Birkenweg: Obere Schmidkeusche (Nr. 1), Buchhäuslkeusche (Nr. 3), Hammerwaldkeusche (Nr. 6)
- Brunnenweg: Waldheimkeusche (Nr. 5), Knaller (Nr. 11)
- Fuchsstraße: Krammer (Nr. 1)
- Kirchplatz: Wirthhube (ehemals Kirchenschuster, Nr. 2)
- Knappenweg: Trebitzer (Nr. 4)
- Mödringstraße: ehemalige Schekkeusche (Nr. 1), Trogkeusche (Nr. 8), Moser (Nr. 11), Kreuzkeusche (Nr. 14), Dielacher (Nr. 16), Unterer Lakenschuster (Nr. 21)
- Moosweg: Krottenhoferkeusche (Nr. 4)
- Schloss Thurnhof
- Sonnseite: Untere Kremserhube (ehemals Schaar, Nr. 1), Grabenkeusche (Nr. 3), Brachbauerkeusche (Nr. 5), Sonnbergkeusche (Nr. 7), Waldkeusche (Nr. 9), Spiegelhoferkeusche (Nr. 10), Obere Kremserhube (Nr. 13), Bauer in Egg (Nr. 15)
- Weidenweg: Schwarzenbacherkeusche (Nr. 5 und 7)

## Geschichte
1141 wird Zwinic urkundlich genannt. Der Ortsname könnte sich vom slowenischen Svinica (= Bleibach) ableiten; tatsächlich wurde in der Gegend Blei, Eisen und Kupfer gefördert.
1169 wird die Kirche genannt; Zweinitz war damals bereits eine Pfarre, die dem Gurker Domkapitel unterstand. Die gotische Befestigung um die Kirche wurde 1588 abgetragen.
Ab Gründung der Ortsgemeinden Mitte des 19. Jahrhunderts gehörte Zweinitz zunächst zur Gemeinde Gurk. 1871 trat die Gemeinde Gurk die Katastralgemeinden Thurnberg und Zweinitz an die Gemeinde Weitensfeld ab, somit gehörte Zweinitz dann zur Gemeinde Weitensfeld.
Bei der Kärntner Gemeindestrukturreform von 1973 kam Zweinitz an die damals neu errichtete Gemeinde Weitensfeld-Flattnitz, bei deren Auflösung 1991 wieder zur Gemeinde Weitensfeld im Gurktal.

## Sehenswürdigkeiten
- Schloss Thurnhof ist ein Renaissancebau des 16. Jahrhunderts, das an einen älteren Wehrturm angebaut wurde.
- Die romanische Pfarrkirche Zweinitz enthält gotische Fresken; daneben befindet sich die gotische Friedhofskapelle St. Michael.
- Der Tatermannbrunnen wurde 1947 unter Verwendung einer Büste aus dem 18. Jahrhundert errichtet.

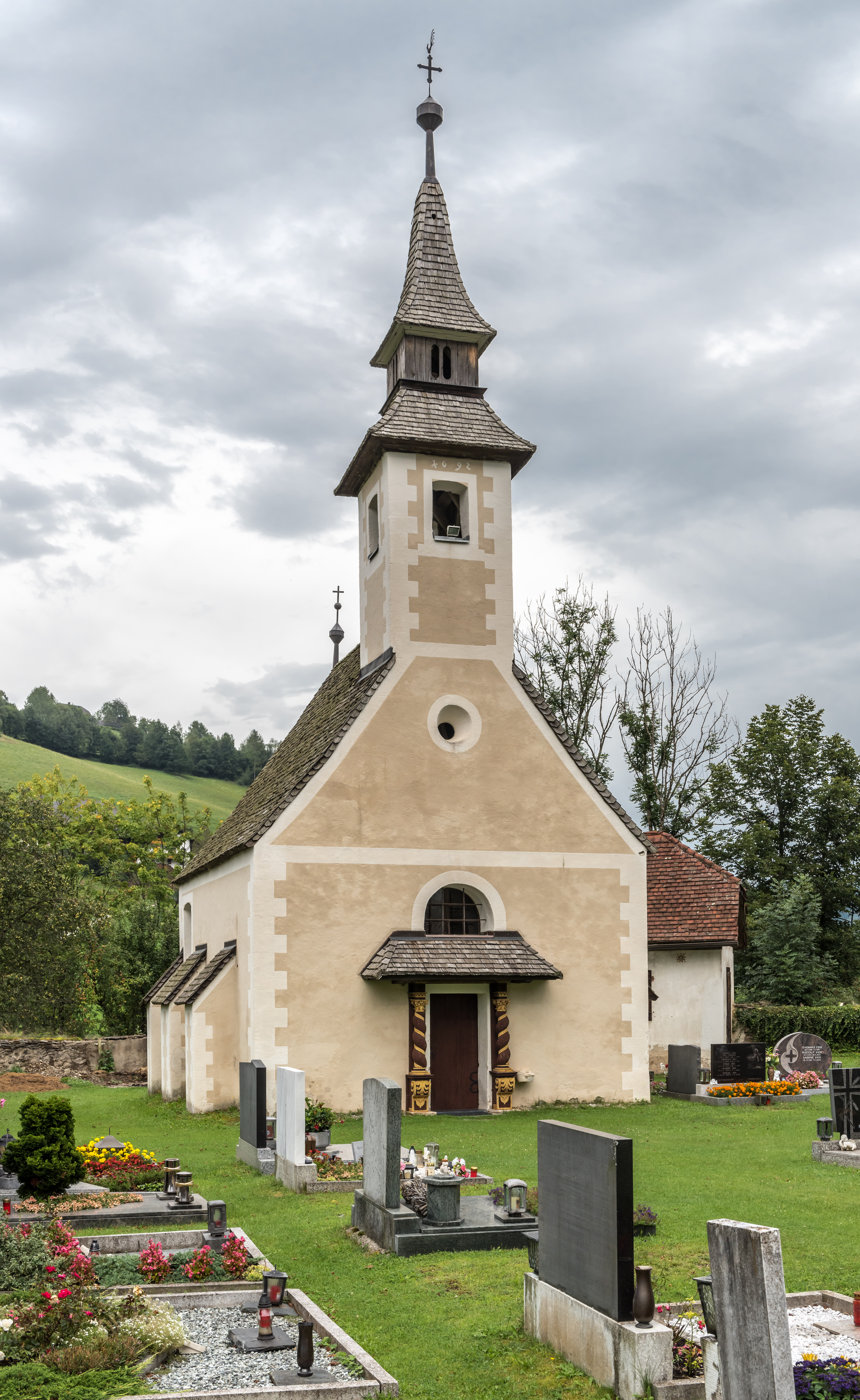
Friedhofskapelle St. Michael
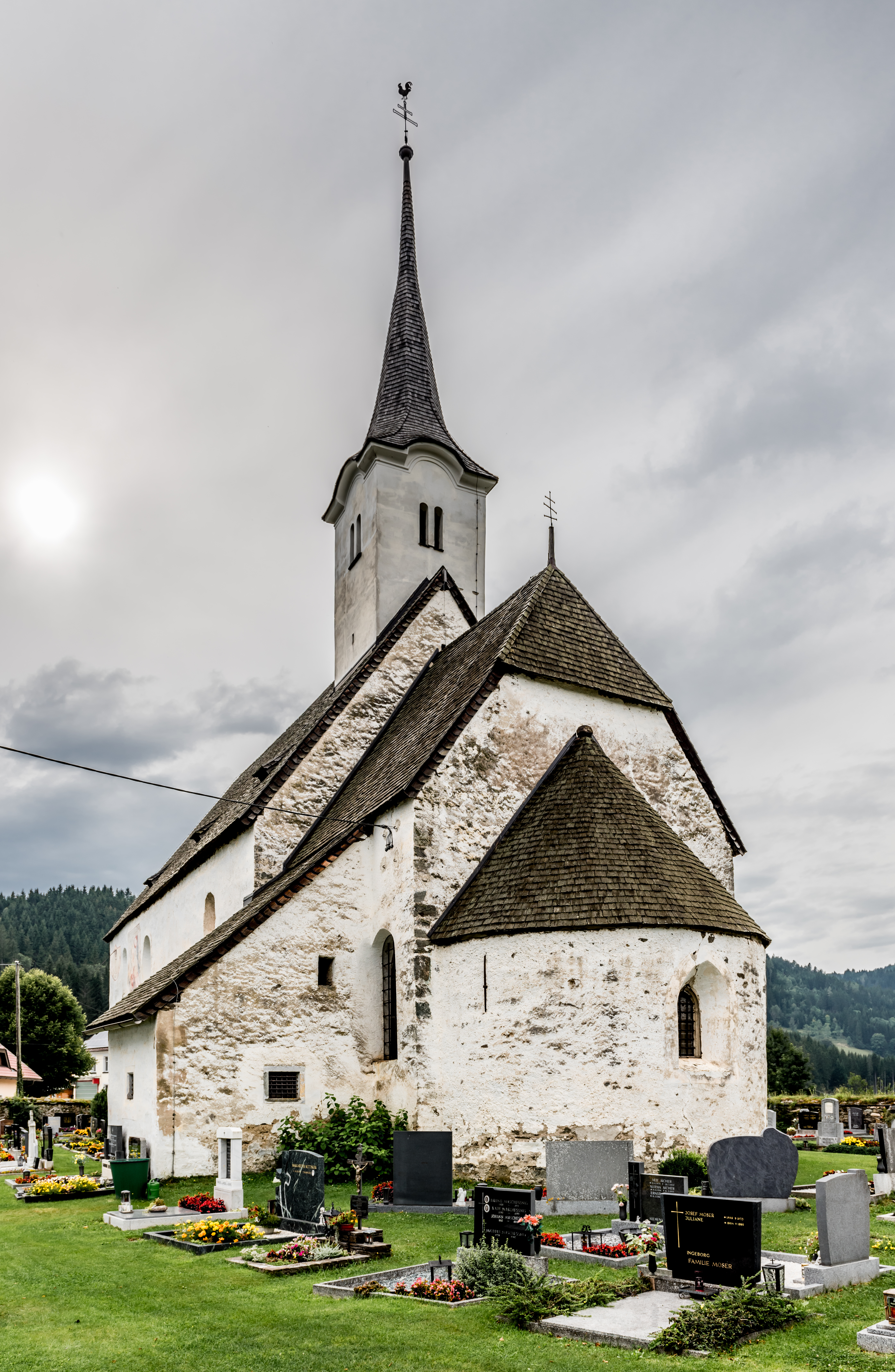
Pfarrkirche St. Egydius
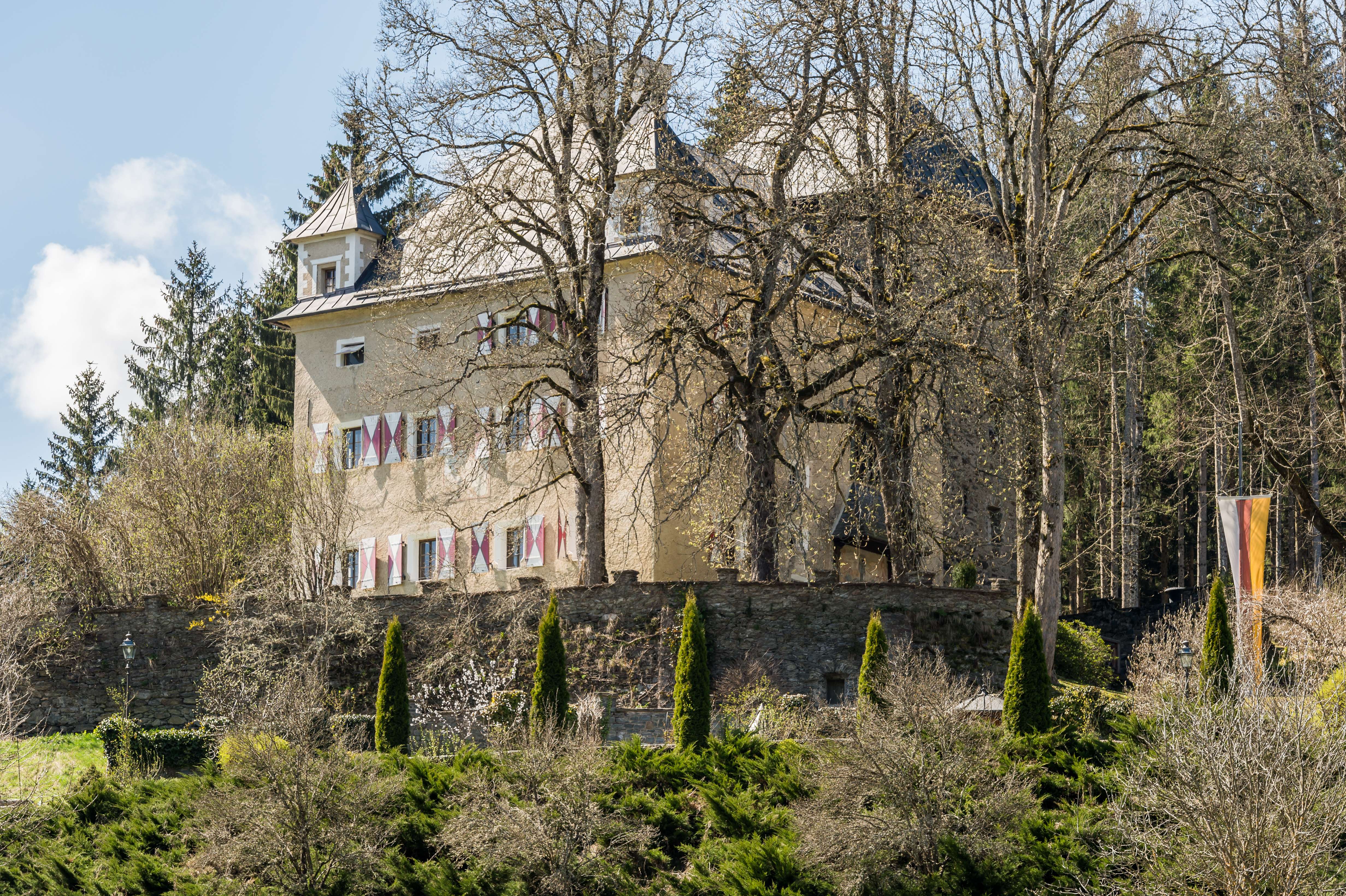
Thurnhof, altes Schloss
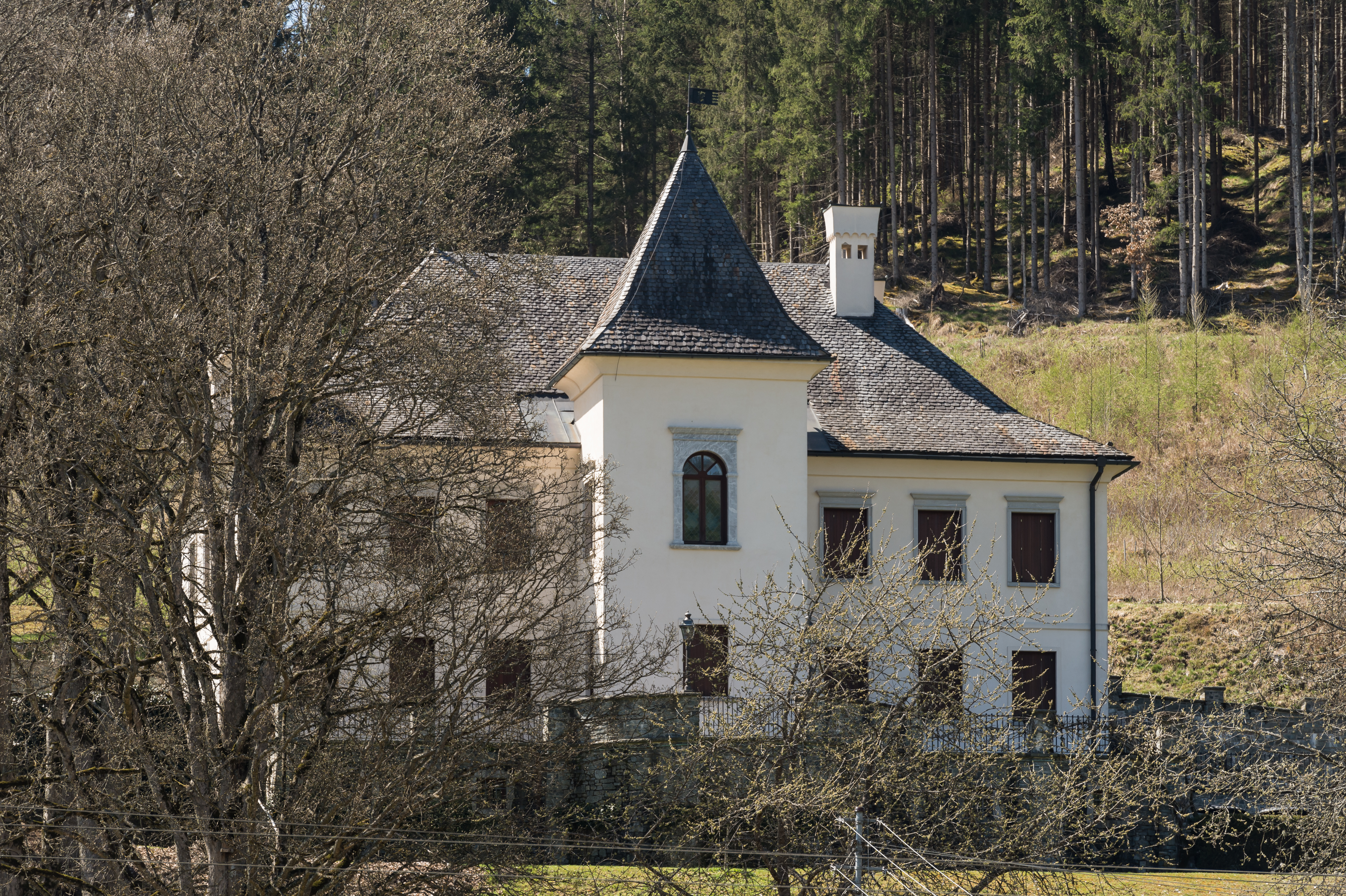
Thurnhof, neues Schloss
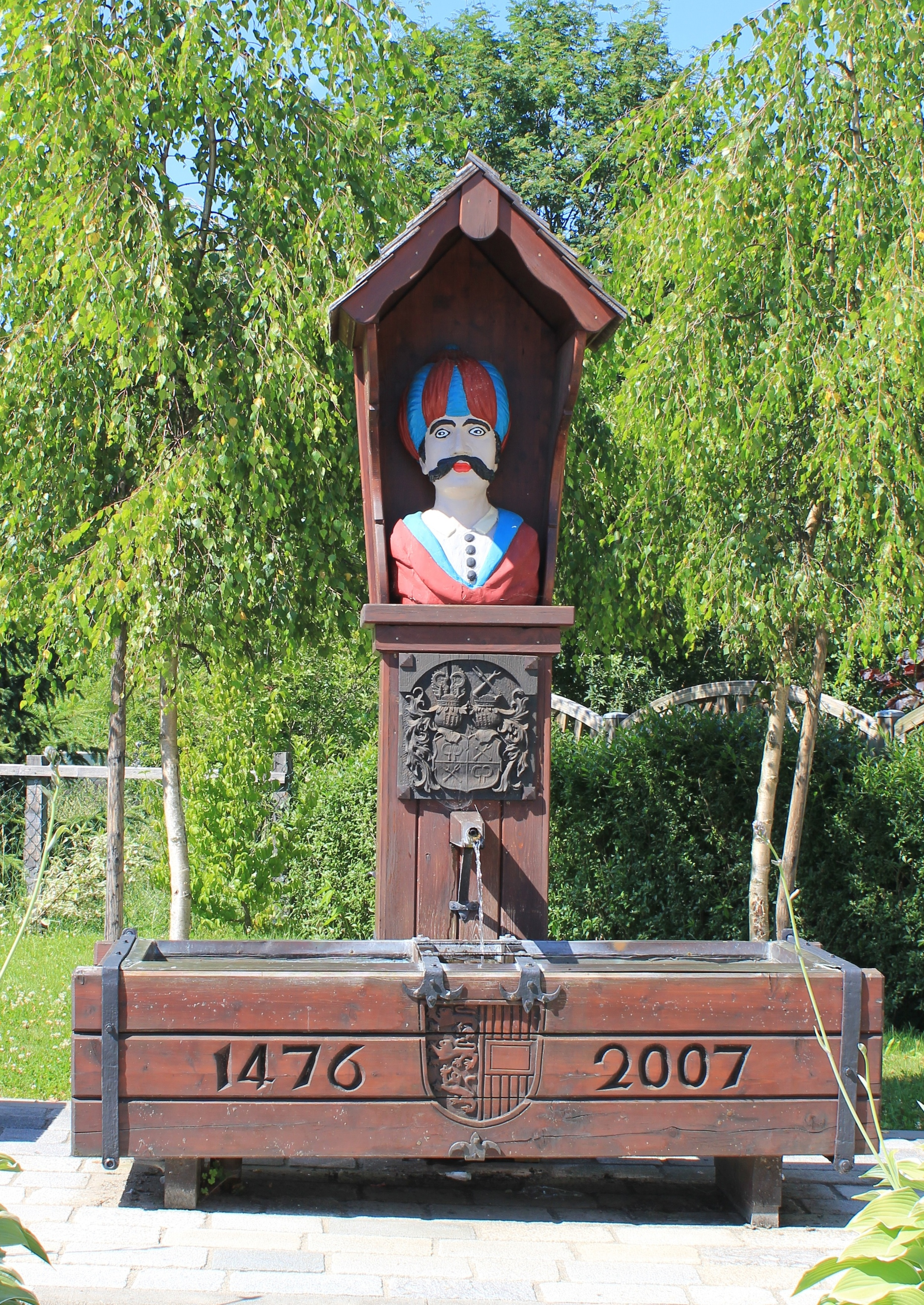
Tatermannbrunnen

## Bevölkerungsentwicklung
Für die Ortschaft ermittelte man folgende Einwohnerzahlen:
- 1869: 26 Häuser, 193 Einwohner[2]
- 1880: 27 Häuser, 186 Einwohner[3]
- 1890: 32 Häuser, 208 Einwohner[4]
- 1900: 36 Häuser, 274 Einwohner
  - davon Thurnhof 1 Haus, 9 Einwohner[5]
- 1910: 36 Häuser, 273 Einwohner
  - davon Thurnhof 1 Haus, 17 Einwohner[6]
- 1923: 41 Häuser, 276 Einwohner
  - davon im Dorf 11 Häuser, 65 Einwohner; 29 verstreute Häuser, 185 Einwohner; Thurnhof 1 Haus, 26 Einwohner[7]
- 1934: 325 Einwohner[8]
- 1961: 77 Häuser, 461 Einwohner
  - davon Thurnhof 1 Haus, 10 Einwohner[9]
- 2001: 130 Gebäude (davon 115 mit Hauptwohnsitz) mit 138 Wohnungen; 396 Einwohner und 14 Nebenwohnsitzfälle; 126 Haushalte; 10 Arbeitsstätten, 31 land- und forstwirtschaftliche Betriebe[10]
- 2011: 139 Gebäude, 355 Einwohner, 132 Haushalte, 9 Arbeitsstätten[11]
- 2021: 141 Gebäude, 345 Einwohner, 134 Haushalte, 22 Arbeitsstätten[12]